# Rasmus Larsen
Rasmus Glarbjerg Larsen (Rudersdal, Dinamarca, 25 de noviembre de 1994 - Charleroi, Bélgica, 13 de mayo de 2015) fue un baloncestista danés. Con 2,12 metros de estatura, jugaba en la posición de pívot. 

## Trayectoria
Tras superar una lesión que le mantuvo la temporada 2012-13 en el dique seco, Rasmus Larsen en su partido de debut en la Liga ACB se convirtió en el jugador más valorado de la primera jornada de la Temporada 2013-14, con 37 puntos de valoración. Finalizó el partido con 21 puntos, con una serie 5 de 6 en canastas de dos puntos, 2 de 4 en triples y 5 de 5 desde la línea de personal, 13 rebotes, 1 tapón y provocó 7 faltas personales. Con 37 puntos de valoración logró el récord de mejor valoración de un jugador menor de 19 años en la historia de la competición, que hasta este momento poseía Ricky Rubio (34 puntos logrados en noviembre de 2007). Después de una temporada plagada de lesiones, en octubre de 2014 fichó por el Spirou Basket Club de Bélgica, donde continúa teniendo diversos problemas físicos, jugando únicamente 10 partidos hasta que fallece con 20 años en mayo de 2015 debido a un ataque cardíaco.